# Drakula (film, 1931)
A Drakula (eredeti cím: Dracula) 1931-ben bemutatott fekete-fehér amerikai horrorfilm Tod Browning rendezésében. A film forgatókönyve Bram Stoker Drakula című híres regényéből készült, Lugosi Béla főszereplésével. Lugosi 1927-ben a „Drakula” című Broadway darab címszereplőjét alakította. A produkció rendkívül sikeres volt, ennek köszönhetően kérte fel az Universal filmstúdió Lugosit a film főszerepére. Drakula gróf szerepének emlékezetes megformálása hozta meg a sikert Lugosi számára, ám egyben skatulyául is szolgált, mivel később csak horrorfilmekben szerepelt.
Szerepel az 1001 film, amit látnod kell, mielőtt meghalsz című könyvben.

## Szereplők
A Drakulában az 1930-as évek klasszikus Universal Pictures horrorfilmjeinek több olyan sztárja is szerepelt Lugosi Béla mellett, mint David Manners (1900-1998), Dwight Frye (1899-1943) és Edward Van Sloan (1882-1964). 
- Lugosi Béla – Drakula gróf
- Helen Chandler – Mina Seward
- David Manners – John Harker
- Dwight Frye – Renfield
- Edward Van Sloan – Prof. Abraham Van Helsing
- Herbert Bunston – Dr. Jack Seward
- Frances Dade– Lucy Weston
- Joan Standing – Briggs
- Charles K. Gerrard – Martin

## Cselekmény
Mr Renfield (a könyvben Jonathan Harker) angol ügyvédbojtár Erdélybe utazik, Drakula gróf kastélyába, hogy aláírják a papírokat az angliai ingatlan, a gróf új lakhelyének megvásárlásáról. Rejtélyes események történnek Drakula szigetországba érkezése után, ami ott kezdődik, hogy a hajó egész legénysége meghal a partra érkezésig, az egyetlen túlélő (Renfield) megbolondul, majd ott folytatódik, hogy a szomszédos birtok egyik hölgye vérvesztés következtében meghal és a nyakán két fogszúrásra utaló sebhelyet találnak...

## Galéria

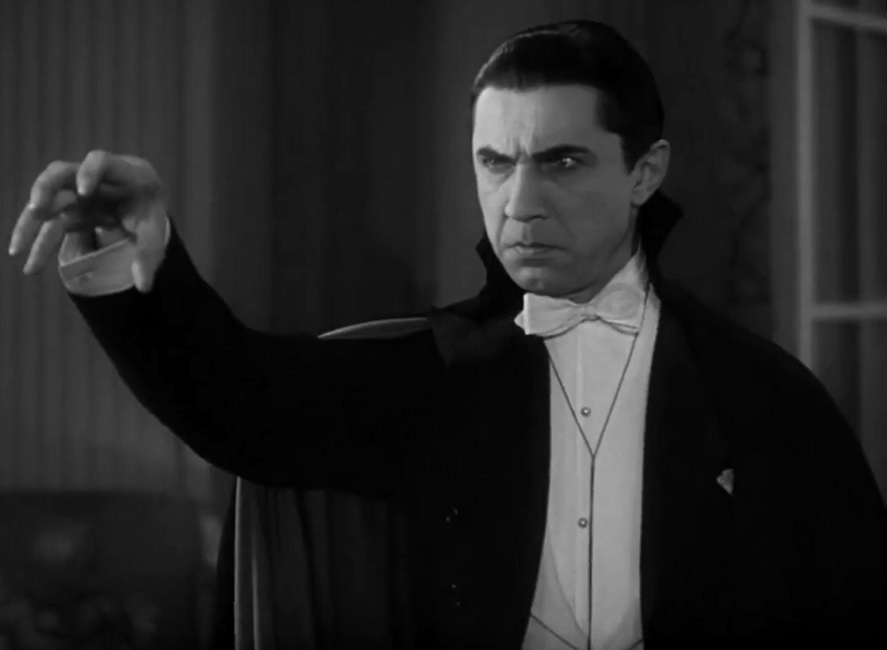
Lugosi Béla, mint Drakula gróf.
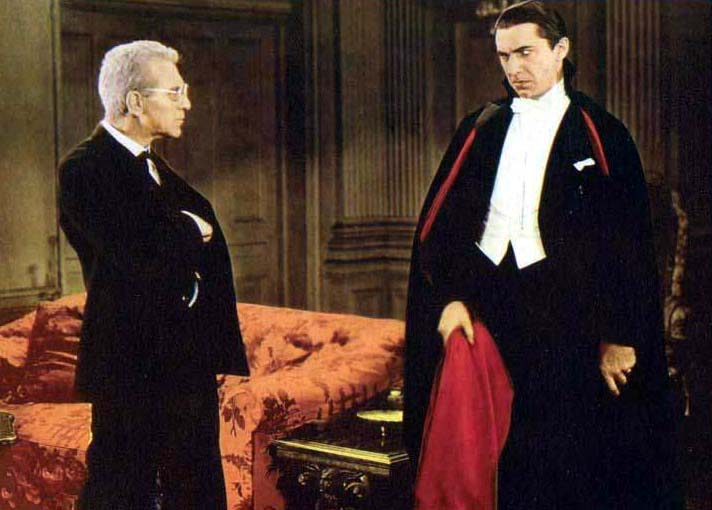
Edward Van Sloan, mint Van Helsing és Lugosi Béla. Színezett képeslap a filmről.
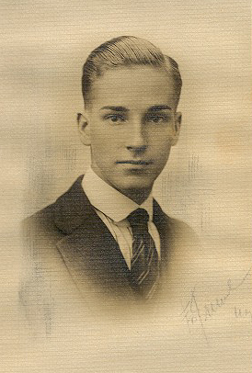
David Manners (1900-1998) a Drakula mellett többek között a klasszikus horror Múmia (1932) szereplője is volt.
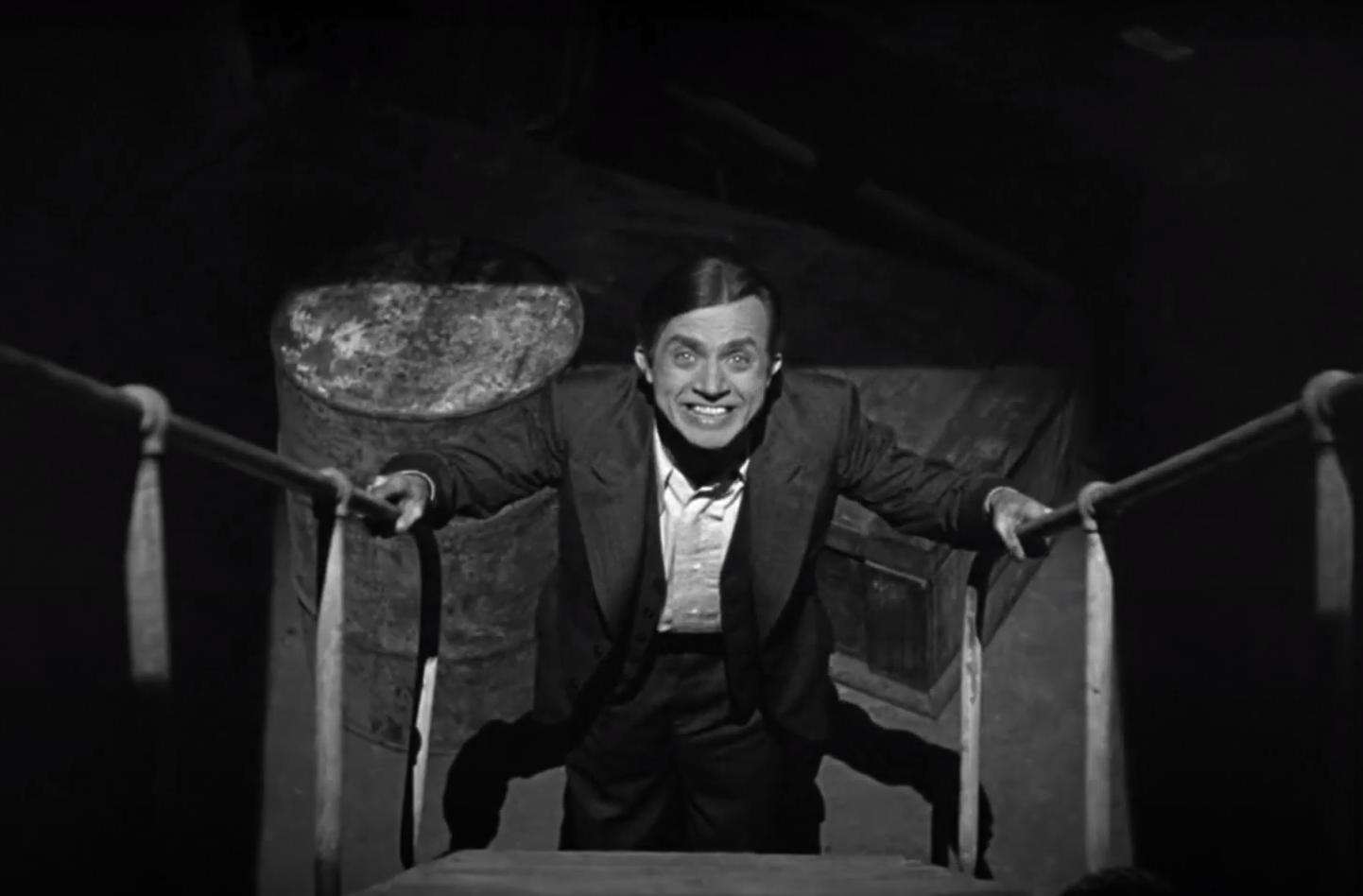
Dwight Frye (1899-1943), Renfield szerepében.